# S.E.T. X
Le S.E.T. X est un avion militaire de l'entre-deux-guerres construit en Roumanie par la Societatea Pentru Exploatări Tehnice (SET).